# Catawba, Ohio
Catawba är en ort (village) i Clark County i Ohio. Vid 2020 års folkräkning hade Catawba 245 invånare.